# Selbstverpflichtung
Eine (freiwillige) Selbstverpflichtung ist eine einseitige Erklärung von Staaten, Organisationen, Personen oder Unternehmen, mit denen diese sich verpflichten, bestimmte Regeln einzuhalten oder Forderungen in einem (bestimmten) Zeitraum durchzuführen. Diese Selbstverpflichtung ist rechtlich nicht bindend.
Eine traditionelle Form der freiwilligen Selbstverpflichtung ist der Verhaltenskodex.

## Rechtliche Beurteilung
Freiwillige Selbstverpflichtungen führen zu keinem Rechtsanspruch der Betroffenen. Dennoch gibt es einige erstinstanzliche Gerichte, die aus derartigen Selbstverpflichtungen Rechtsansprüche ableiten.

## Motive für freiwillige Selbstverpflichtung

### Vermeiden gesetzlicher Regelungen
Vielfach kommen „freiwillige“ Selbstverpflichtungen unter der Drohung zustande, dass der Gesetzgeber seinen Willen sonst per Gesetz (und typischerweise strenger) durchsetzen wird.
Beispiele:
- So mussten sich die Banken auf Druck des Gesetzgebers dazu bereiterklären, ein Girokonto für jedermann zu führen, auch wenn dieses für die Banken nicht kostendeckend ist.
- Im Nationalen Pakt für Ausbildung und Fachkräftenachwuchs wurde eine Selbstverpflichtung der Arbeitgeber zur Ausbildung festgeschrieben. Die Diskussion über diesen Pakt stand im Schatten der Diskussion über die gesetzliche Einführung einer Ausbildungsplatzabgabe.
- Nach der Einführung des Euro-Bargelds 2001 nahmen die meisten Einzelhändler im Rahmen einer freiwilligen Selbstverpflichtung noch bis zum 28. Februar 2002 D-Mark Bargeld an.

### Beeinflussung der öffentlichen Meinung
Vielfach dienen Selbstverpflichtungen auch der Öffentlichkeitsarbeit (Public Relations). Durch die Selbstverpflichtung wird – zunächst auch ohne aktive Maßnahmen – das Image der Organisation als verantwortungsbewusster Partner in die Öffentlichkeit transportiert. Dieser Aspekt kann auch lobbyistisch als Hinhaltetaktik oder schlimmstenfalls zur vorsätzlichen Täuschung missbraucht werden.

## Wirksamkeit von Selbstverpflichtungen
Die Wirksamkeit von freiwilligen Selbstverpflichtungen ist umstritten. Bei vielen Selbstverpflichtungen fällt das Urteil über den Erfolg kontrovers aus und hängt von den Kriterien ab, anhand derer sie beurteilt werden. Die wissenschaftliche Evaluation von freiwilligen Selbstverpflichtungen erscheint bislang kaum ausgeprägt.
Einerseits gibt es Selbstverpflichtungen, die als erfolgreich gelten. Dazu zählen beispielsweise Selbstverpflichtungen der deutschen Industrie, die Produktion und den Einsatz von FCKW zum Schutz der Ozonschicht zu beschränken (siehe auch Industriegemeinschaft Aerosole#Rolle bei der FCKW-Regulierung).
Die Ergebnisse der meisten Selbstverpflichtungen sind jedoch umstritten. Während z. B. Banken auf die über 800.000 Jedermann-Konten als Erfolg der Selbstverpflichtung verweisen, kritisieren Verbraucherschutzverbände, dass es weiterhin Menschen gebe, denen ein Girokonto verweigert werde.
Kooperative Maßnahmen in der Umweltpolitik tendieren zu mangelhaften Ergebnissen, wenn keine Sanktionsmöglichkeiten bei nachgewiesener Wirkungslosigkeit der Verpflichtung vereinbart werden. So deuten z. B. Untersuchungen aus 38 Staaten, die im Bereich der Erneuerbaren Energien durchgeführt wurden, darauf hin, dass Selbstverpflichtungen nicht die gewünschten Ergebnisse erzielen und derartige Regelungen vor allem von Regierungen eingeführt werden, die nur vorgeblich Umweltschutzmaßnahmen durchführen wollen. Daher sollten derartige Regelungen allenfalls übergangsweise auf dem Weg zu effektiveren Maßnahmen eingeführt werden.

## Selbstverpflichtung und Zensur
Im Falle von außen (z. B. staatlich) „verordneter“ Selbstverpflichtung, kann die Selbstkontrolle in Selbstzensur ausarten. Hierbei verpflichten sich Institutionen unter dem Vorwand des Schutzes und der Wahrung bestimmter Bürgerrechte, der nationalen Integrität etc. zur Vermeidung der Bekanntgabe und Veröffentlichung bestimmter, dem Verordner nicht opportunen, Informationen.